# Mærsk Mc-Kinney Møller
Arnold Mærsk Mc-Kinney Møller (Kopenhagen, 13 juli 1913 – aldaar, 16 april 2012) was een Deense scheepvaartmagnaat en ondernemer. Hij was de zoon van de Deense scheepvaartmagnaat Arnold Peter Møller en de Amerikaanse Chastine Estelle Mc-Kinney.

## Levensloop
Møller werkte sinds 1940 bij het familiebedrijf, de A.P. Møller-Mærsk Group, kortweg Maersk. Tijdens de Tweede Wereldoorlog leidde hij het bedrijf vanuit de Verenigde Staten. Van 1965 tot 1993 was hij, als opvolger van zijn vader, bestuursvoorzitter. Daarna had hij nog tot 2003, in zijn 90e jaar, zitting in de raad van bestuur. Onder zijn leiding groeide Maersk uit tot een zeer groot scheepvaartconglomeraat met wereldwijd varende containerschepen en met grote belangen in de olie-industrie.
In de jaren sinds 2000 gold hij als de rijkste man van Denemarken, al werd die positie hem betwist door Kjeld Kirk Kristiansen van de LEGO Group. Hij speelde een grote rol als mecenas in binnen- en buitenland. Het operagebouw van Kopenhagen, dat begin 2005 openging en waarvan de bouw 335 miljoen euro kostte, heeft hij voor 100% uit zijn eigen vermogen betaald als schenking aan de stad Kopenhagen. Dat hij, tegen de wil van de architect Henning Larsen, zijn eigen smaak doordrukte bij de inrichting van het gebouw, kwam hem op kritiek te staan. Hij oefende ook invloed uit op de Deense politiek en gaf financiële ondersteuning aan diverse partijen, met name Det Konservative Folkeparti. Møller kreeg in 2000 de hoogste Deense ridderorde, de Orde van de Olifant, die doorgaans alleen aan staatshoofden of leden van koningshuizen wordt verleend.

## Persoonlijk
Hij was van 1940 tot haar dood op 22 december 2005 getrouwd met Emma Neergaard Rasmussen, die hij al van school kende. Het containerschip Emma Mærsk is naar haar genoemd. Hun drie dochters zijn Leise Mærsk Mc-Kinney Møller (1941), Kirsten Mærsk Mc-Kinney Olufsen (1944) en Ane Mærsk Mc-Kinney Uggla (1950).

## Postuum
In 2013 werd het eerste Maersk triple-E containerschip gedoopt als Mærsk Mc-Kinney Møller. De Triple-E schepen hebben een capaciteit van 18.000 containers, 2.500 meer dan het voormalige grootste schip van Mærsk, de E-klasse Emma.